# 伪粉枝柳
伪粉枝柳（学名：Salix rorida var. roridiformis）为杨柳科柳属下的一个变种。

## 扩展阅读
- 維基物種上的相關：伪粉枝柳